# Henrik Moritz af Battenberg
Prins Henrik Moritz af Battenberg (tysk: Prinz Heinrich Moritz von Battenberg, engelsk: prince Henry of Battenberg) (født 5. oktober 1858 i Milano, Kongeriget Lombardiet-Venetien, død 20. januar 1896 på skibet HMS Blonde ud for Sierra Leones kyst) var en tysk-polsk adelsprins, der blev gift med dronning Victoria af Storbritanniens yngste datter. Han blev far til dronning Victoria Eugenie af Spanien (1887 – 1969), oldefar til kong Juan Carlos af Spanien (født 1938) og tipoldefar til kong Felipe 6. af Spanien (født 1968).

## Forældre
Henrik Moritz af Battenberg var søn af prins Alexander af Hessen-Darmstadt og den polsk fødte komtesse Julia Hauke. 
Prins Alexander var søn af storhertug Ludvig 2. af Hessen og ved Rhinen og storhertuginde Vilhelmine af Hessen og ved Rhinen.

## Prinsesse Beatrice af Storbritannien
Prinsesse Beatrice (1857 – 1944) var dronning Victoria af Storbritanniens yngste barn. Beatrices far døde allerede i 1861, hvilket prægede hendes barndom. Dronning Victoria sørgede i flere år, og forventede at have sin yngste datter ved sin side hele tiden, hvilket Beatrice accepterede. Victoria følte sig stærkt knyttet til Beatrice og gav hende kælenavnet Baby. 
Hun fungerede siden som sin moders uofficielle sekretær og selskabsdame, en position hun havde til moderens død i 1901.

## Ægteskabet mellem  Beatrice og Henrik Moritz
Dronning Victoria så helst at Beatrice forblev ugift, og afviste alle ægteskabstilbud og nægtede at diskutere muligheden.
Beatrice blev dog sat i forbindelse med den franske tronprætendent, Napoleon 4. Bonaparte, men han døde i Zulukrigen i 1879, hvilket påvirkede hende meget.
I begyndelsen af 1884 tog prinsesse Beatrice til Darmstadt for at deltage i sin niece Viktoria af Hessen og ved Rhinens bryllup med prins Louis af Battenberg. Ved denne lejlighed forelskede prinsesse Beatrice sig i prins Henrik Moritz af Battenberg, der var brudgommens lillebror.
Beatrice fortalte sin mor, at hun agtede at gifte sig med prince Henry. 
Dronning Victoria tog ikke nyheden pænt og nægtede at tale til datteren i syv måneder. Hun gav dog til sidst efter, og brylluppet blev holdt i 1885 på øen Isle of Wight, hvor Victoria havde en af sine yndlingsresidenser Osborne House.
En af Victorias betingelser for at tillade brylluppet var, at Henry opgav sit hjem i Tyskland, og at parret boede hos hende, så Beatrice stadig kunne være hende til hjælp.

## Tiden med Beatrice
Beatrice og Henry fik et lykkeligt ægteskab, der dog blev tilbragt i Victorias skygge. 
Beatrice fortsatte med at være til rådighed for sin moder, men hun og Henry fik dog lov til at tage på korte rejser for at besøge hans familie. 
Victoria kom til at holde meget af Henry, der dog ofte klagede over, at han  manglende indhold i sin tilværelse. Victoria nægtede ham at deltage i militære manøvre og andre farlige opgaver, som han ellers holdt af. For at give ham noget at beskæftige sig med blev han gjort til guvernør over Iske of Wight.
I 1895 fik han lov til at deltage i en ekspedition til Ashantiriget i Afrika. Her fik han malaria og døde kort efter. 
Efter knap ti års ægteskab blev Beatrice enke, og dedikerede sin tid på sin moder. Victoria anerkendte dog hendes behov for at være sin egen, og gav hende en lejlighed på Kensington Palace. Lejligheden havde tidligere været beboet af Victoria selv.

## Efterkommere
Prinsesse Beatrice af Storbritannien og prins Henrik af Battenberg fik fire børn:
- Alexander Mountbatten, 1. markis af Carisbrooke (1886 – 1960), gift med Lady Irene Francis Adza Denison GBE GJ.St.J (1890 – 1956). Lady Irene var datter af William Francis Henry Denison, 2. jarl af Londesborough (1864 – 1917). 
  - Lady Iris Victoria Beatrice Grace Mountbatten (1920 – 1982). Lady Iris Mountbatten var gift tre gange. Hun blev mor til Robin Alexander Bryan (født 1957). Robin Bryan har tre børn.
- Victoria Eugenie af Battenberg, spansk dronning (1887 – 1969), gift med kong Alfons 13. af Spanien (1886 – 1941).
  - Alfonso af Spanien, fyrste af Asturien (1907–1938) (elefantridder). Alfonso var gift to gange, men fik ingen børn i sine ægteskaber.
  - Jaime af Spanien, hertug af Segovia (1908–1975) (elefantridder), spansk og fransk tronprætendent (1941–1975).
    - Alfonso Jaime, hertug af Anjou og Cádiz (eller Alphonse de Bourbon) (1936–1989), fransk tronprætendent (1975–1989), gift med María del Carmen Martínez-Bordiú y Franco (født 1951) (datterdatter af den spanske statschef Francisco Franco). 
      - Luis Alfonso de Borbón y Martínez-Bordiú, hertug af Anjou (eller Louis Alphonse Gonzalve Victor Emmanuel Marc de Bourbon) (født 1974), fransk tronprætendent som Ludvig 20. fra 1989.

    - Gonzalo, hertug af Aquitanien (1937–2000),  Don Gonzalo var gift tre gange, men fik ingen børn i sine ægteskaber. Derimod fik han en datter født udenfor ægteskab.
      - (født udenfor ægteskab) Stephanie Michelle de Borbón (født 1968). Hun er gift med Richard Carl McMasters II (født 1972). De har fem sønner:
        - Nicholas Stefano Alessandro de Borbon McMasters (født 1994).
        - Christian Alfonso de Borbon McMasters (født 1995).
        - Jaime Sebastian McMasters de Borbon (født 1996).
        - Richard Carl McMasters III (født 1998).
        - Alexander Leandro Joaquin Gonzalo McMasters de Borbon (født 2004).

  - prinsesse Beatriz af Spanien (1909–2002), gift med Alessandro Torlonia (1911–1986), der var den 5. fyrste af Civitella-Cesi. De fik fire børn.
  - prinsesse Maria Cristina af Spanien (1911–1996), gift med Enrico Eugenio Marone-Cinzano (1895 – 1968), han blev den 1. greve Marone. De fik fire døtre.
  - prins Juan af Spanien, greve af Barcelona (1913–1993), gift med María de las Mercedes de Borbón y Orléans (1910–2000). Parret fik fire børn:
    - prinsesse Pilar af Spanien, hertuginde af Badajoz (født 1936), har fem børn
    - kong Juan Carlos af Spanien (født 1938), gift med Sofia af Grækenland og Danmark (født 1938),spansk dronning 1975–2014. 
      - prinsesse Elena af Spanien (født 1963), har to børn.
      - prinsesse Cristina af Spanien (født 1965), har fire børn.
      - kong Felipe 6. af Spanien (født 1968), gift med dronning Letizia af Spanien.
        - prinsesse Leonor af Spanien (født 2005), fyrstinde af Asturien og spansk tronfølger.
        - prinsesse Sofia af Spanien (født 2007).

    - prinsesse Margarita af Spanien, hertuginde af Soria  (født 1936), har to børn.
    - prins Alfonso af Spanien (1941–1956), ugift.

  - prins Gonzalo af Spanien (1914–1934), ugift.
- Lord Leopold Mountbatten (1989–1922), ugift.
- prins Maurice af Battenberg (1991–1914), ugift.